# Date or no date!
Date or no date! is een Nederlandse televisieprogramma uitgezonden op de videostreaming dienst Videoland. 
In de serie laten de afgevallen deelnemers van de programma Prince Charming (ook op Videoland uitgezonden) zich bloot stellen over hun bijdragen tijdens het programma, over hun tijd in de Villa en gevoelens voor de Prins. Daarna spelen ze een datingspel met een vreemde "match" gekozen door Gaby Blaaser. Tijdens dit spel worden vragen gesteld met het thema dating/lifestyle waarmee ze extra's kunnen verdienen voor hun eventuele date.